# Diego Bahamonde y Jaime
Diego Miguel Rodríguez de Bahamonde y Jaime (nascut a Granada), VI marquès de Zafra fou un advocat i polític espanyol, rector de la Universitat Complutense de Madrid.
Va obtenir el batxiller a Granada en 1829. Fou fiscal de l'Audiència de l'Havana, i dede 1860 a 1865 va ser rector de la Universitat d'Oviedo El febrer de 1865 deixà aquest rectorat per ocupar el de la Universitat de Granada, però el 10 d'abril de 1865 el deixà per ser nomenat rector de la Universitat Central de Madrid.
Políticament era vinculat al sector neocatòlic del Partit Moderat, el seu rectorat va coincidir amb les protestes universitàries protagonitzades per Emilio Castelar, que culminaren en la nit de Sant Daniel. Això provocà el seu desprestigi. Tanmateix el 10 de març de 1867 fou elegit diputat al Congrés dels Diputats  pel districte de Motril, escó que va ocupar fins al 6 de desembre de 1868. Entre el 1866 i el 1868 fou novament rector de la Universitat Central de Madrid. Fou novament destituït com a rector per la Junta nomenada arran de la revolució de 1868.
En 1870 fou nomenat president de la Sala Cessant de l'Audiència de Puerto Rico. Després de la restauració borbònica, l'11 de febrer de 1875, fou nomenat Inspector General d'Instrucció Pública.

## Obres
- Estudio político, administrativo y económico sobre la oportunidad é importancia de los cochevapores especialmente en España, Madrid : Imp. de la viuda é hijos de Abienzo, 1883[4]
- Origen de las nuevas nacionalidades que inician la Reconquista, durante los siglos VIII y IX, en la Península española, Madrid : Imp. R. Moreno, 1868